# Erythrus quadrimaculatus
Erythrus quadrimaculatus là một loài bọ cánh cứng trong họ Cerambycidae.